# 董酒
董酒为兼香型白酒，又可进一步细分为董香型(药香型)，是产于贵州省遵义董公寺一带的国家名酒。董酒以“酒液晶莹透明，香气幽雅舒适，入口醇和浓郁，饮后甘爽味长”为特点。曾四次荣获全国名酒称号（在全国第二、第三届评酒会上，都被评为全国十八大名酒之一），1984年获轻工业部金杯奖，已经远销港澳、东南亚、日本和欧美等地。

## 历史沿革
1957年，中央人民政府决定恢复董酒生产。
1959年，董酒以其别具一格的优良品质被评为“贵州名酒”，开始了董酒名满华夏的荣耀之旅。
1963年，经贵州省轻工厅推荐，董酒参加全国第二届评酒会，首次被评为“中国名酒”，荣获金奖，自此董酒名列“中国八大名酒”。
1979年，第三届全国评酒会上名酒闪耀，董酒再次被评为“国家名酒”，荣获金奖。
1983年，董酒生产工艺和配方被国家轻工部列为第一批“机密级”科学技术保密项目。
1984年，董酒出征第四届全国评酒会，被评为“国家名酒”，荣获金奖。
1987年，荣获泰国曼谷第二届国际饮料食品展览会金奖。
1988年，董酒荣获首届酒文化节“中国文化名酒”称号和首届中国食品博览会金奖。
1989年，第五届也是计划经济时期最后一届全国评酒会上，董酒第四次夺得“国家名酒”称号。
1989年，董酒厂被授予国家二级企业称号，并荣获北京首届国际博览会和首届中国轻工博览会“金奖”。
1990年，董酒荣获轻工部“出口产品金奖”，成为代表中国品质的卓越产品，在国际舞台上为国争光。
1991年，董酒获得日本东京第三届国际酒博会金奖。
1992年，在美国洛杉矶国际酒类展评交流会上，董酒荣获“华盛顿金杯奖”；同年，董酒进入全国500家最大工业企业，利税排名第33位。
1992年7月，董酒原飞天牌董醇，在第五届全国评酒会上荣获“国家名酒”，经国家技术监督局质量管理处及中国食协同意，将原飞天牌董醇更名为董牌董酒38°。
1992年，董酒荣获香港国际食品博览会金奖。
1999年，董酒被确认为“贵州名牌产品”。
2007年5月29日，董酒工艺被列入省级非物质文化遗产名录，坚定地扛起了中国传统白酒酿造工艺的大旗。
2009年12月，贵州董酒股份有限公司的董酒及LOGO被省工商行政管理局认定为“贵州省著名商标”。
2011年3月，贵州董酒股份有限公司的“董酒”被认定为“中华老字号”。